# 파라다이스 로드
《파라다이스 로드》(Paradise Road)는 오스트레일리아에서 제작된 브루스 베레스포드 감독의 1997년 드라마, 전쟁 영화이다. 제2차 세계 대전 중 수마트라에서 일본인에 의해 감옥에 갇힌 잉글랜드, 미국, 오스트레일리아의 여성들의 이야기를 그리고 있다. 글렌 클로즈 등이 주연으로 출연하였고 그레그 쿠트 등이 제작에 참여하였다.

## 출연

### 주연
- 글렌 클로즈
- 프란시스 맥도맨드
- 폴린 콜린스
- 케이트 블란쳇
- 제니퍼 엘
- 줄리아나 마굴리스

### 조연
- 웬디 휴즈
- 조한나 터 스티지
- 엘리자베스 스프릭스
- 파멜라 레이브
- 클라이드 쿠사추
- 스탠 에지
- 데이비드 정
- 사브 시모노

## 기타
- 제작책임: 앤 브러닝
- 미술: 허버트 핀터
- 의상: 테리 라이언
- 배역: 앨리슨 바렛
- 배역: 조세프 미들톤
- 배역: 샤리 로즈
- 배역: 팻시 폴락

## 한국어 더빙 성우진(KBS)
- 이선영 - 에이드리언(글렌 클로즈)
- 박은숙 - 버스탁(프랜시스 맥도맨드)
- 이광자 - 드러먼드(폴린 콜린스)
- 정옥주 - 수잔(케이트 블란쳇)
- 김정주 - 로즈메리(제니퍼 엘)
- 박신영 - 탑시(줄리아나 마굴리스)
- 정민희
- 유민석
- 이경자
- 강연숙
- 홍영란
- 황정란
- 윤병화
- 최병상
- 조유연
- 양정애

## 같이 보기
- 오스트레일리아 영화